# DuckDuckGo
DuckDuckGo é um motor de pesquisa sediado em Paoli, Pensilvânia, do qual tem a particularidade de utilizar informações de contribuições colaborativas (como a Wikipédia) para melhorar a relevância dos resultados. Além disso, este motor se define como focado na privacidade dos usuários ao não registrar as suas informações.

## História
Foi fundado por Gabriel Weinberg, um empreendedor cujo último empreendimento, oThe Names Database, foi adquirido pela United Online (NASDAQ: UNTD) em 2006 por US$ 10 milhões. Weinberg é bacharel em Física e também possui mestrado em Tecnologia e Política, todos obtidos no Instituto de Tecnologia de Massachusetts. Inicialmente, o projeto foi autofinanciado por Weinberg, do qual tencionava lucrar através de publicidade. O motor de busca é escrito em Perl, opera em um servidor Nginx e funciona principalmente em FreeBSD.
Foi primariamente construído sobre APIs de grandes fornecedores como Yahoo! Search BOSS. Por este motivo, o portal de notícias TechCrunch caracteriza este serviço como um "motor de busca híbrido". Além disso, o DuckDuckGo também produz suas páginas de conteúdo próprio de modo semelhante a sites como o Mahalo, Kosmix e SearchMe.
Alguns repórteres intitularam o nome "Duck Duck Go" como parvo ou ridículo para um motor de buscas. Quando questionada a razão do nome, Weinberg explicou que, um dia, surgiu do nada na sua cabeça e que o próprio achou engraçado. O FAQ da companhia cita Weinberg: "Eu gostei. É derivado de Duck Duck Goose, mas não é uma metáfora".
Nos últimos anos, a empresa apresentou um grande crescimento nas buscas, impulsionado pela preocupação pública com a privacidade dos dados e o rastreamento na rede. Em 2017, houve quase 6 bilhões de pesquisas únicas, um crescimento de 44% em relação ao ano anterior.

## Recursos
O DuckDuckGo resulta de um mashup de várias fontes, incluindo Yahoo! Search BOSS, Wikipédia, e do seu próprio rastreador Web crawler (DuckDuckBot). Utiliza informações obtidas a partir de fontes como a Wikipédia, por exemplo, para preencher as caixas "Zero-click info", caixas que contêm um resumo de tópicos e assuntos relacionados com a pesquisa. Além disso, oferece a possibilidade de mostrar sites comerciais ou não comerciais via links na sua página inicial.
O motor de buscas mantém uma política de respeito pela privacidade dos usuários. Este alega não guardar nem endereços de IP e nem o histórico dos usuários e utiliza cookies apenas quando necessário. Weinberg cita: "Por padrão, DuckDuckGo não armazena ou partilha informação pessoal. Essa é nossa política de privacidade."